# Campo Novo de Rondônia
Campo Novo de Rondônia är en kommun i Brasilien.   Den ligger i delstaten Rondônia, i den centrala delen av landet, 1 800 km väster om huvudstaden Brasília. Antalet invånare är 12 669.
Omgivningarna runt Campo Novo de Rondônia är huvudsakligen savann. Runt Campo Novo de Rondônia är det mycket glesbefolkat, med 4 invånare per kvadratkilometer.